# Пуллин, Алекс
Алекс Пуллин (англ. Alex Pullin; 20 сентября 1987, Мэнсфилд, Австралия — 8 июля 2020, Голд-Кост, Австралия) — австралийский сноубордист, выступавший в сноуборд-кроссе, двукратный чемпион мира (2011, 2013). Спортивное прозвище — «Чампи» (англ. Chumpy).

## Спортивная карьера
Обладатель Кубка мира в зачёте сноуборд-кросса в сезонах 2010/11 и 2012/13. В сезонах 2009/10 и 2014/15 занимал второе место в зачёте сноуборд-кросса в Кубке мира. За карьеру 20 раз поднимался на подиум на этапах Кубка мира, одержав 9 побед. Первый этап выиграл 12 марта 2010 года в Италии, последний — 10 сентября 2017 года в Аргентине.
Участник Олимпийских игр 2010, 2014 и 2018 годов. В 2010 году показал лучший результат в квалификации, но неожиданно выбыл уже на стадии 1/8 финала. В 2014 году считался фаворитом соревнований, выиграв чемпионаты мира 2011 и 2013 годов и Кубок мира 2012/13, но выбыл на стадии четвертьфинала. На Олимпийских играх 2018 года наконец сумел дойти до финала сноуборд-кросса, но упал и занял только шестое место. Второе место в этом старте занял австралиец Джаррид Хьюз, но Пуллин не поздравил его с медалью из-за натянутых личных отношений. На церемонии открытия зимних Олимпийских игр 2014 года в Сочи Алекс нёс флаг Австралии.
За карьеру участвовал в 9 подряд чемпионатах мира по сноуборду (2003—2019). На первом чемпионате мира выступал в возрасте 15 лет. Единственный в истории австралиец, побеждавший в сноуборд-кроссе на чемпионатах мира. Кроме Пуллина только француз Ксавье де Ле Рю дважды выигрывал золото в сноуборд-кроссе на чемпионатах мира.
Последний раз выходил на старт этапа Кубка мира 7 марта 2020 года в испанской Сьерра-Неваде, где занял 21-е место. В 2020 году собирался сделать официальное заявление о завершении карьеры.
Кроме сноуборда увлекался регги, пел в группе под названием Love Charli.
8 июля 2020 года в возрасте 32 лет утонул во время подводной охоты у побережья Голд-Коста.
25 октября 2021 года, через 16 месяцев после смерти, вдова Пуллина Эллиди Влаг родила их общую дочь Минни Алекс Пуллин с помощью ЭКО.

## Результаты на крупнейших соревнованиях

### Зимние Олимпийские игры
| Олимпийские игры | Сноуборд-кросс |
| ---------------- | -------------- |
| 2010 Ванкувер    | 17             |
| 2014 Coчи        | 13             |
| 2018 Пхёнчхан    | 6              |

### Победы на этапах Кубка мира (9)
| № | Сезон   | Дата        | Место проведения       |
| - | ------- | ----------- | ---------------------- |
| 1 | 2009/10 | 12 мар 2010 | Кьеза-ин-Вальмаленко   |
| 2 | 2010/11 | 25 мар 2011 | Ароза                  |
| 3 | 2012/13 | 9 мар 2013  | Ароза                  |
| 4 | 2012/13 | 16 мар 2013 | Везонна                |
| 5 | 2014/15 | 15 мар 2015 | Везонна                |
| 6 | 2015/16 | 20 мар 2015 | Бакейра-Бекет          |
| 7 | 2016/17 | 12 фев 2017 | Фельдберг              |
| 8 | 2017/18 | 9 сен 2017  | Сан-Карлос-де-Барилоче |
| 9 | 2017/18 | 10 сен 2017 | Сан-Карлос-де-Барилоче |